# Долгое (озеро, Лепельский район, бассейн Дивы)
До́лгое (бел. До́ўгае) — озеро в Лепельском районе Витебской области Белоруссии. Относится к бассейну реки Дива.

## Описание
Озеро Долгое расположено приблизительно в 19 км к северо-востоку от города Лепель и в 0,5 км к северо-востоку от агрогородка Камень.
Площадь зеркала составляет 0,04 км², длина — 0,61 км, наибольшая ширина — 0,1 км. Длина береговой линии — 1,3 км.
Котловина вытянута с юго-запада на северо-восток. Берега преимущественно возвышенные, песчаные, поросшие деревьями и кустарником. Южный берег низкий. Мелководье узкое, песчаное, глубже дно илистое.
В воде обитают карась, линь, плотва, окунь и другие виды рыб.